# Lugier (rybołówstwo)
Lugier – w Polsce w XX wieku mały statek rybacki (dryfter) przeznaczony głównie do łowienia śledzi i makreli za pomocą sieci dryfujących (pławic). Połowy odbywały się w nocy. Załoga przeważnie liczyła około 20 ludzi, a moc silnika nie przekraczała 500 KM.